# Royal Brinkman
Royal Brinkman ist ein niederländischer Lieferant, Berater und Installateur für den professionellen Gartenbau unter Glas. Das 1885 gegründete Unternehmen beschäftigt rund 350 Mitarbeiter in über 20 Standorten. Der Hauptsitz befindet sich in ’s-Gravenzande (Niederlande). Weitere Niederlassungen befinden sich in den niederländischen Orten Bleiswijk, Roosendaal, Venlo und Gameren sowie in England, Frankreich, Deutschland, Ungarn, Spanien, Polen, Türkei, Australien und Mexiko. Die Unternehmensleitung besteht aus Ton van Mil (CEO), Gert-Jan van Peer (CFO), Ramon Verdel (CPO), Jan Schuttrups (Commercial Director) und Ronald van der Tang (Operational Director).

## Geschichte

Gebäude am Pepersteeg 1885

Im Jahr 1885 wurde durch Cor Brinkman das Fundament für Royal Brinkman gelegt. Vom ‚Pepersteeg‘ aus besuchte er Gärtner und verkaufte „Sparrietouw“ (zum Bündeln von Spargel), Kisten und Abdeckplanen für die westländischen Boote. Später ergänzte er das Sortiment noch durch Körbe für Blumenzwiebeln und Netze für die Körbe. Die Schnur für diese Netze brachte Cor Brinkman selbst mit dem Fahrrad nach Scheveningen, wo die Schnur zu Netzen gestrickt wurde. 1926 gewann Brinkman mit einer elektrisch angetriebenen Sortiermaschine für Tomaten (‚doppenmachine‘) den ersten Preis auf der großen Obst- und Gemüseausstellung in Utrecht. Eine verbesserte Version davon, der ‚Brinkman-Stössel‘, wurde ein großer Erfolg.
Mit dem Antritt des Sohns des Gründers, Henk Brinkman, wurde das erste Personal angelockt. Damals startete Cor Brinkman das Unternehmen am ‚Pepersteeg‘ (heute Havenstraat) in ‘s-Gravenzande. Das Unternehmen entwickelte sich schnell und zog 1917 in ein neues Gebäude am Marktplatz. Es ging dem Unternehmen Brinkman so gut, dass 1931 eine erste Filiale in Rockanje eröffnet werden konnte.
Die 30er waren eine schwierige Phase für den gesamten Gartenbausektor. Darüber hinaus wurde das Gebäude am Marktplatz 1934 durch ein großes Feuer stark beschädigt. Die eigene Transportflotte (drei Lastwagen), der Holzvorrat und weitere Maschinen gingen verloren. Auch während der Kriegsjahre 1940–1945 hatte Royal Brinkman schwierige Zeiten. Der Enkel von Henk Brinkman, Henk Brinkman (3. Generation), trat zu dieser Zeit als Geschäftsführer an. Durch den Krieg gezwungen war Brinkman auf der Suche nach einer Ausweichstelle und konnte in einer Holzfabrik der Firma „In ‘t Veld en de Jong“ unterkommen. Die Filiale in De Lier wurde derzeit zur neuen Hauptniederlassung, erst nach der Besetzung konnte das Unternehmensgebäude in ‘s-Gravenzande wieder verwendet werden.

Sortiermaschine 'Doppenmachine' 1921

Nach dieser schwierigen Phase war Brinkman in der Lage, alles wieder aufzubauen. Der Gartenbausektor blühte nach dem Krieg wieder auf und entwickelte sich durch neue Anbaumethoden, neue Anbaukulturen, Automatisierung, Bewässerungsleitungen und Beheizung. Das war die Blütezeit von Brinkman. Relevante Entwicklungen waren die Einführung des Micom 85 Garenbaucomputers (für diese Zeit ein fortschrittliches Produkt, durch das das Klima im Gewächshaus gesteuert wurde) und der Anbau in Pflanzsubstrat. Durch Initiative von Brinkman wurden zu Beginn der 1970er der Substrat-Anbau (Torfkultursubstrat) von Tomaten, Nelken und Gerberas in der Praxis getestet. Einige Zeit später folgte der Anbau in Grodan-Steinwolle. Der Substrat-Anbau wurde immer relevanter und Gärtner hatten ausreichend Gründe, um zu wechseln (Bodenkrankheiten vorbeugen, höhere Erträge, Energieeinsparung und bessere Oberflächennutzung). Brinkman entwickelte den Vocom, einen Bewässerungscomputer, mit dem die richtigen Mengen an Wasser und Düngemitteln für den Substrat-Anbau dosiert werden konnten. Das Angebot dieser Bewässerungscomputer konnte die Nachfrage in den 1970er und 1980er Jahren kaum decken.

Marktplatz 1917

1972 zog Brinkman vom Gebäude am Marktplatz auf das Gelände der ehemaligen Auktionsvereinigung am Woutersweg in ‘s-Gravenzande. Die Eröffnung des Betriebsgeländes von 45.000 m² war ein enormer Meilenstein für das Unternehmen und für das ganze Westland. In fünf Tagen haben 11.000 Besucher das neue Gebäude besucht. Die Hauptniederlassung befindet sich heute noch immer am Woutersweg. 1974 ist aufgrund von zunehmender Nachfrage die erste Niederlassung im Ausland eröffnet worden (Burstwick, England). Brinkman startete bereits 1930 mit dem Export von Waren nach England.

## Prädikat „Königlich“
Am 1. April 1985 hat Royal Brinkman durch die niederländische  Königin Beatrix das Prädikat „Koninklijk“ erhalten. Im Namen der Königin erhielt Brinkman diese Auszeichnung aufgrund des hundertjährigen Bestehens des Unternehmens. Mies Bouwman hat das königliche Prädikat an Cor Brinkman und Henk Brinkman überreicht. Elco Brinkman, zu der Zeit Minister des ersten Kabinett Lubbers, gratulierte Henk und Cor Brinkman persönlich (keine Verwandtschaft).

## Brinkman Deutschland GmbH
Royal Brinkman ist bereits lange im deutschen Markt für Gartenbau aktiv. Bis 2014 wurden Vertrieb und Marketing vom niederländischen Unternehmenssitz oder der Niederlassung Venlo abgewickelt und gesteuert. Aufgrund der steigenden Aktivitäten im deutschen Markt wurde beschlossen, eine eigene GmbH unter dem Namen Brinkman Deutschland GmbH zu eröffnen. Die GmbH wird vertreten durch Ulrich Baumann (Geschäftsführer Royal Brinkman GmbH).
Zwei Jahre nach Gründung der GmbH wurde Anfang 2016 der Online-Shop von Royal Brinkman für den deutschen Markt veröffentlicht. Seit der Veröffentlichung des Online-Shops konnte das Unternehmen den Kunden zusätzliche Online Dienste zur Verfügung gestellt werden. Dazu zählen der Ersatzteilfinder als Verzeichnis für Ersatzteile im Gartenbau und die Wissensdatenbank als Sammlung von hilfreichen Informationen zum Gewächshausanbau.

## Zeitleiste
- 1885 Gründung Brinkman am ‘Pepersteeg’ durch Cor Brinkman
- 1917 Brinkman zieht vom ‘Pepersteeg’ zum Marktplatz in 's-Gravenzande
- 1919 Anschaffung des ersten Firmenfahrzeugs, ein T-Ford
- 1923 Anschaffung des ersten Lastwagens
- 1926 Erster Preis mit einer Sortiermaschine (‚doppenmachine‘) auf der Obst- und Gemüseausstellung in Utrecht
- 1931 Eröffnung der ersten Filiale in Rockanje
- 1934 Brand im Unternehmensgebäude am Marktplatz in 's-Gravenzande
- 1930–1940 Großer Erfolg mit dem Verkauf von Tomtatensortiermaschinen
- 1940–1945 Zwangsläufiger Umzug nach De Lier
- 1972 Brinkman zieht vom Gebäude am Marktplatz auf das Gelände der ehemaligen Gemüseauktion am Woutersweg in 's-Gravenzande
- 1974 Eröffnung der ersten ausländischen Niederlassung in Burstwick, England
- 1975 Veröffentlichen des ersten Klimacomputers Micom 85
- 1979 Veröffentlichung des ersten Bewässerungscomputers Vocom
- 1985 Brinkman besteht 100 Jahre und erhält das Prädikat “königlich” im Namen von Königin Beatrix
- 1989 Brinkman gewinnt den Gartenbau Unternehmer Preis
- 2010 Verlängerung des königlichen Prädikats für Royal Brinkman um 25 Jahre bis 2035
- 2012 Am Hauptsitz am Woutersweg wird ein neues Gebäude bezogen
- 2014 Gründung der Brinkman Deutschland GmbH[3]
- 2015 Veröffentlichung des neuen Logos für Royal Brinkman
- 2016 Veröffentlichung des Online-Shops für den deutschen Markt[5]
- 2016 Nominierung von Royal Brinkman für den Gartenbau Unternehmerpreis 2016[7]
- 2016 TASPO Award in der Kategorie „Bester Internetauftritt“[8]
- 2017 Nominierung für TASPO Award in der Kategorie „Bester Internetauftritt“